# Tine Stein

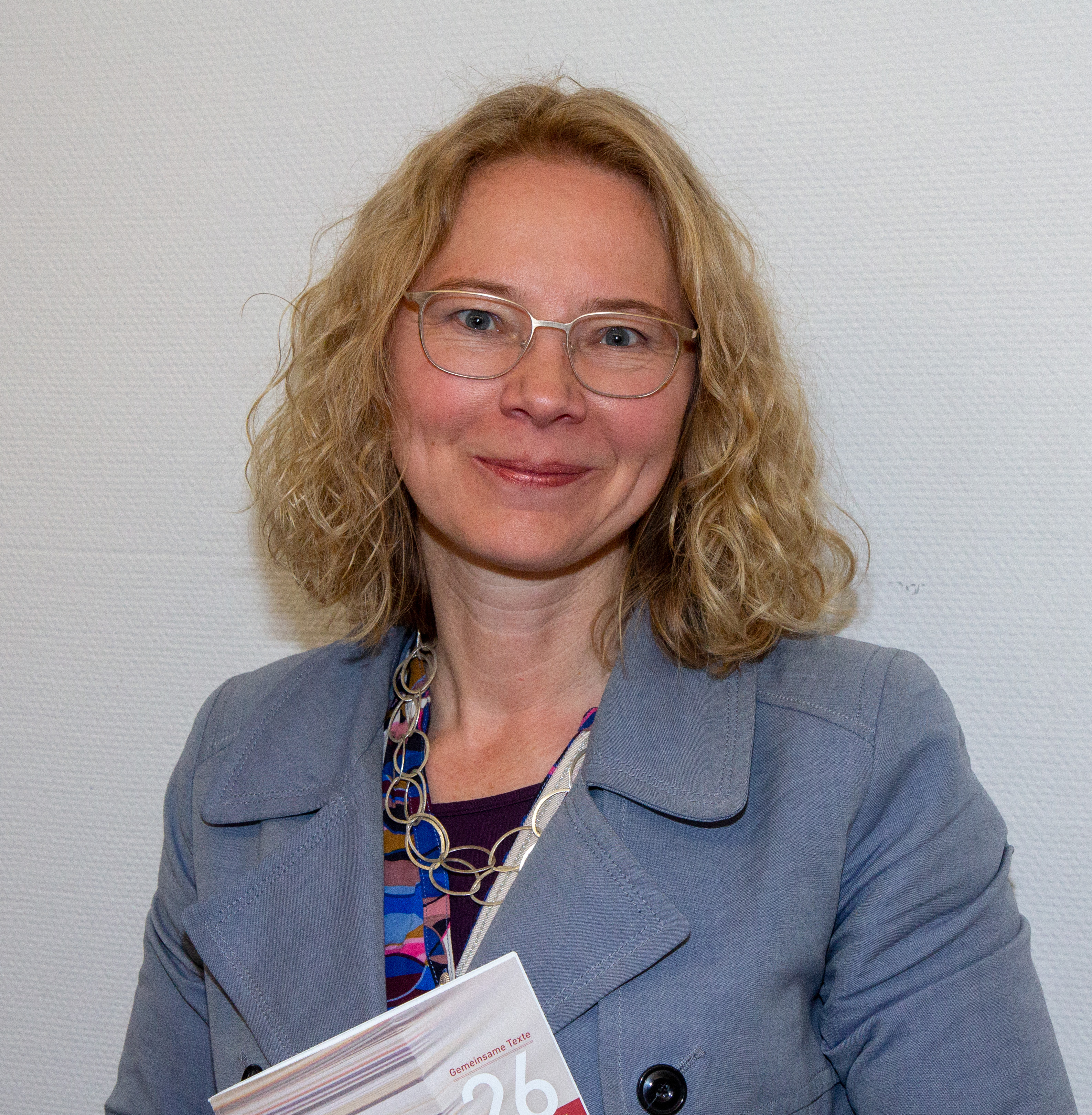
Tine Stein (2019)

Tine Stein (* 11. Oktober 1965 in Lindlar) ist eine deutsche Politikwissenschaftlerin. Sie lehrt als Professorin mit dem Schwerpunkt Politische Theorie und Ideengeschichte an der Georg-August-Universität Göttingen.

## Leben
Stein studierte Politikwissenschaft, Philosophie und Germanistik an der Universität zu Köln und schloss 1990 mit dem Magisterexamen ab. Nach hauptamtlicher Tätigkeit für eine Bürgerinitiative arbeitete sie von 1991 bis 1996 als wissenschaftliche Mitarbeiterin am Forschungsinstitut für Politische Wissenschaft und Europäische Fragen der Universität Köln. Ebendort wurde sie 1996 promoviert. Ihre Doktorarbeit verfasste sie unter dem Titel Demokratie und Verfassung an den Grenzen des Wachstums. Zur ökologischen Kritik und Reform des demokratischen Verfassungsstaates. Die Arbeit wurde von den Politikwissenschaftlern Ulrich Matz und Axel Misch betreut. Danach war sie für ein halbes Jahr Visiting Scholar an der New School for Social Research in New York und anschließend Wissenschaftliche Assistentin am Otto-Suhr-Institut für Politikwissenschaft der FU Berlin. Dort habilitierte sie sich 2005. In ihrer Habilitation ging sie der Frage nach, inwiefern an der Bibel orientiertes Denken auf Demokratie und Verfassung eine inspirative Wirkung entfalteten. Nach Vertretungsprofessuren an der Universität Bremen und der Universität Hamburg sowie Forschung am Wissenschaftszentrum Berlin, dort im Rahmen eines Heisenberg-Stipendiums der DFG, war Stein seit dem September 2009 bis 2017 Professorin für Politikwissenschaft in Kiel. Im Oktober 2017 hat sie einen Ruf an die Georg-August-Universität Göttingen angenommen und trat ihre dortige Professur für Politische Theorie und Ideengeschichte zum 1. Februar 2018 an. Sie verbrachte Forschungs- und Lehraufenthalte u. a. an der New School in New York und an dem „Institut Michel Villey“ in Paris.
Sie forscht zum demokratischen Verfassungsstaat und den normativen Grundlagen dieser Ordnung auch im Hinblick auf aktuelle Herausforderungen. Neben diesen Grundlagenfragen arbeitet sie vor allem zum Verhältnis von Politik, Recht und Religion sowie zu Politik und Natur.
Stein gehörte von September 2006 bis 2012 dem Vorstand der Deutschen Vereinigung für Politische Wissenschaft an. Sie ist zudem Mitglied im Beirat der Grünen Akademie der Heinrich-Böll-Stiftung. Des Weiteren ist Stein Co-Herausgeberin der Zeitschrift Der Staat und Mitglied des Beirats der Zeitschrift für Politik. Sie war Aufsichtsrätin der Heinrich-Böll-Stiftung und hat die Deutsche Bischofskonferenz und das Zentralkomitee der deutschen Katholiken im Rahmen des Synodalen Wegs im Forum Macht und Gewaltenteilung beraten.

## Schriften (Auswahl)
- Die Verfassungsdiskussion im Jahr der deutschen Einheit. Hintergründe – Analysen – Materialien, hrsg. zusammen mit Bernd Guggenberger, München: Hanser Verlag, 1991.
- Demokratie und Verfassung an den Grenzen des Wachstums. Zur ökologischen Kritik und Reform des demokratischen Verfassungsstaates, Opladen, Wiesbaden: Westdeutscher Verlag, 1998, ISBN 3-531-13129-X (zugleich Dissertationsschrift, Köln 1996).
- Interessenvertretung der Natur in den USA. Mit vergleichendem Blick auf die deutsche Rechtslage, Baden-Baden: Nomos, 2002, ISBN 3-7890-8232-5.
- Christentum und Demokratie, hrsg. zusammen mit Manfred Brocker, Darmstadt: Wissenschaftliche Buchgesellschaft, 2006.
- Souveränität, Recht, Moral. Die Grundlagen politischer Gemeinschaft, hrsg. zusammen mit Hubertus Buchstein und Claus Offe, Frankfurt am Main, New York: Campus-Verlag, 2007.
- Himmlische Quellen und irdisches Recht. Religiöse Voraussetzungen des freiheitlichen Verfassungsstaates, Frankfurt am Main, New York: Campus-Verlag, 2007, ISBN 978-3-593-38338-5 (zugleich Habilitationsschrift, Berlin 2005).
- Kontinuität und Kontroverse. Die Geschichte der Politikwissenschaft in Kiel, hrsg. zusammen mit Wilhelm Knelangen, Essen:  Klartextverlag, 2013, ISBN 978-3-8375-0763-8.
- Recht und Politik. Zum Staatsverständnis von Ulrich K. Preuß, hrsg. gemeinsam mit Claudio Franzius, Baden-Baden 2015, ISBN 978-3-8487-2129-0.
- Endlichkeit. Zur Vergänglichkeit und Begrenztheit von Mensch, Natur und Gesellschaft, hrsg. gemeinsam mit Andreas Bihrer und  Anja Franke-Schwenk, Bielefeld 2016, ISBN 978-3-8376-2945-3.
- Constitutional and Political Theory. Selected Writings Ernst-Wolfgang Böckenförde, hrsg. gemeinsam mit Mirjam Künkler, Oxford University Press 2017, ISBN 978-0-19-871496-5.
- Religion, Law and Democracy. Selected Writings of Ernst-Wolfgang Böckenförde, volume II, edited and annotated by Mirjam Künkler and Tine Stein, Oxford University Press (= Oxford Constitutional Theory) 2020, ISBN 978-0-19-881863-2.